# Théodore Rousseau
Étienne Pierre Théodore Rousseau (Paris, 15 de abril de 1812 – Barbizon, 22 de dezembro de 1867) foi um pintor realista francês, fundador da Escola de Barbizon.

## Trabalho
As fotos de Rousseau são sempre de caráter grave, com um ar de melancolia requintada. Eles são bem acabados quando professam ser imagens completas, mas Rousseau passou tanto tempo desenvolvendo seus temas que suas obras absolutamente concluídas são comparativamente poucas. Ele deixou muitas telas com partes da imagem realizadas em detalhes e com o restante um tanto vago; e também um bom número de esboços e desenhos em aquarela. Seu trabalho de caneta em monocromático sobre papel é raro. Há uma série de boas fotos dele no Louvre, e a coleção Wallace contém uma de suas pinturas mais importantes de Barbizon. Há também um exemplo na coleção Ionides no Victoria and Albert Museum em Londres.

## Obras

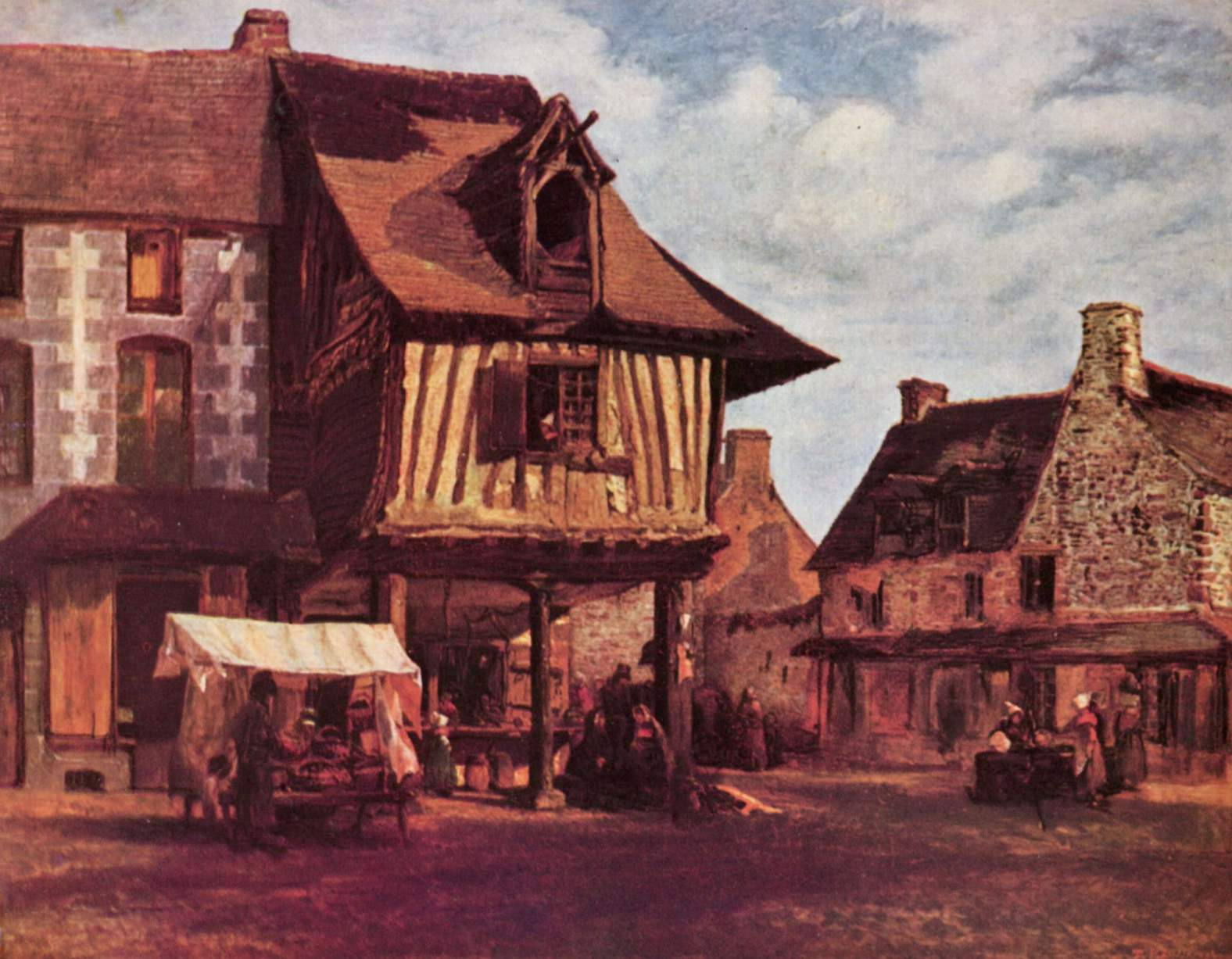
Mercado na Normandia
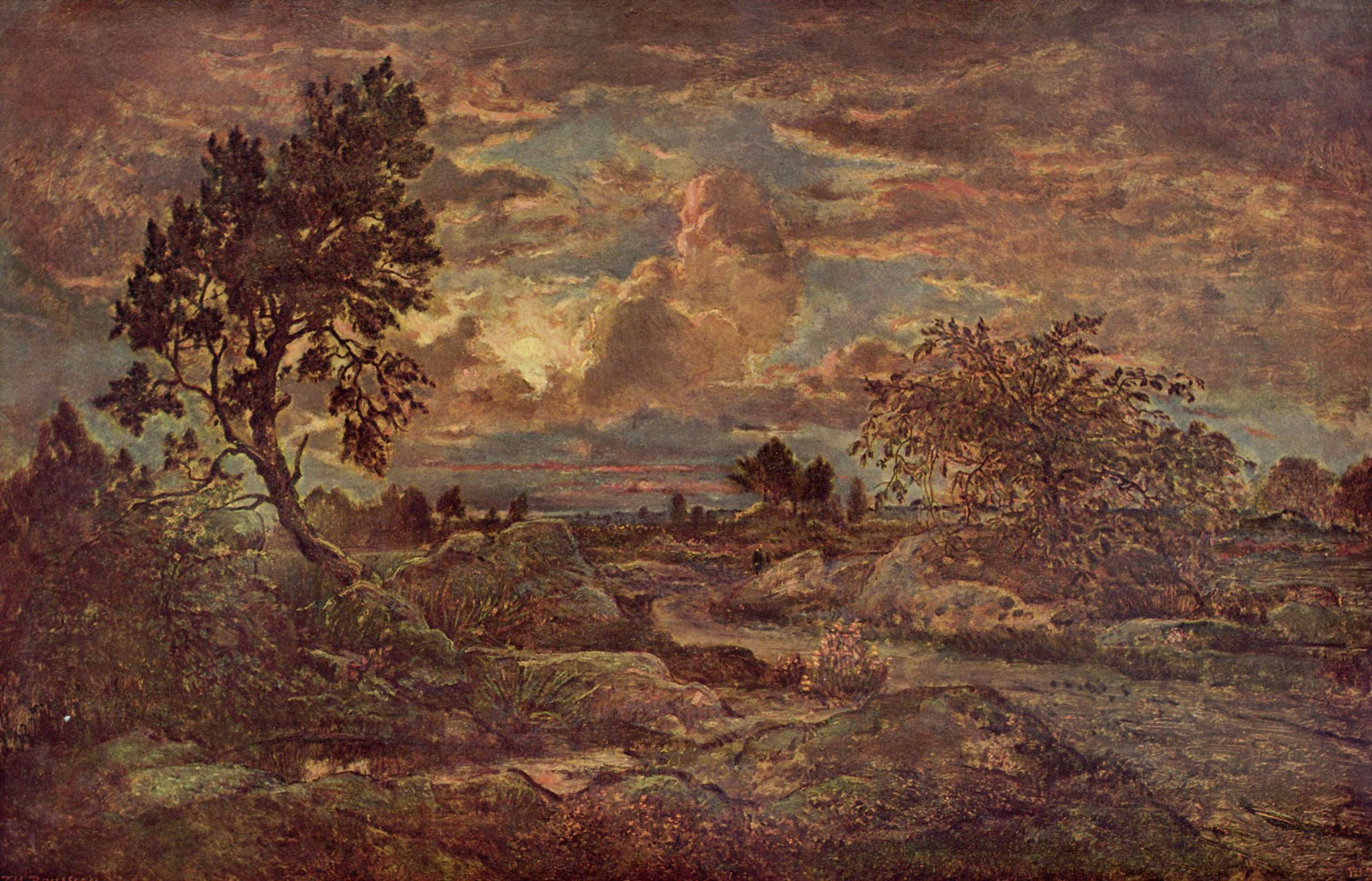
Pôr do sol perto de Arbonne
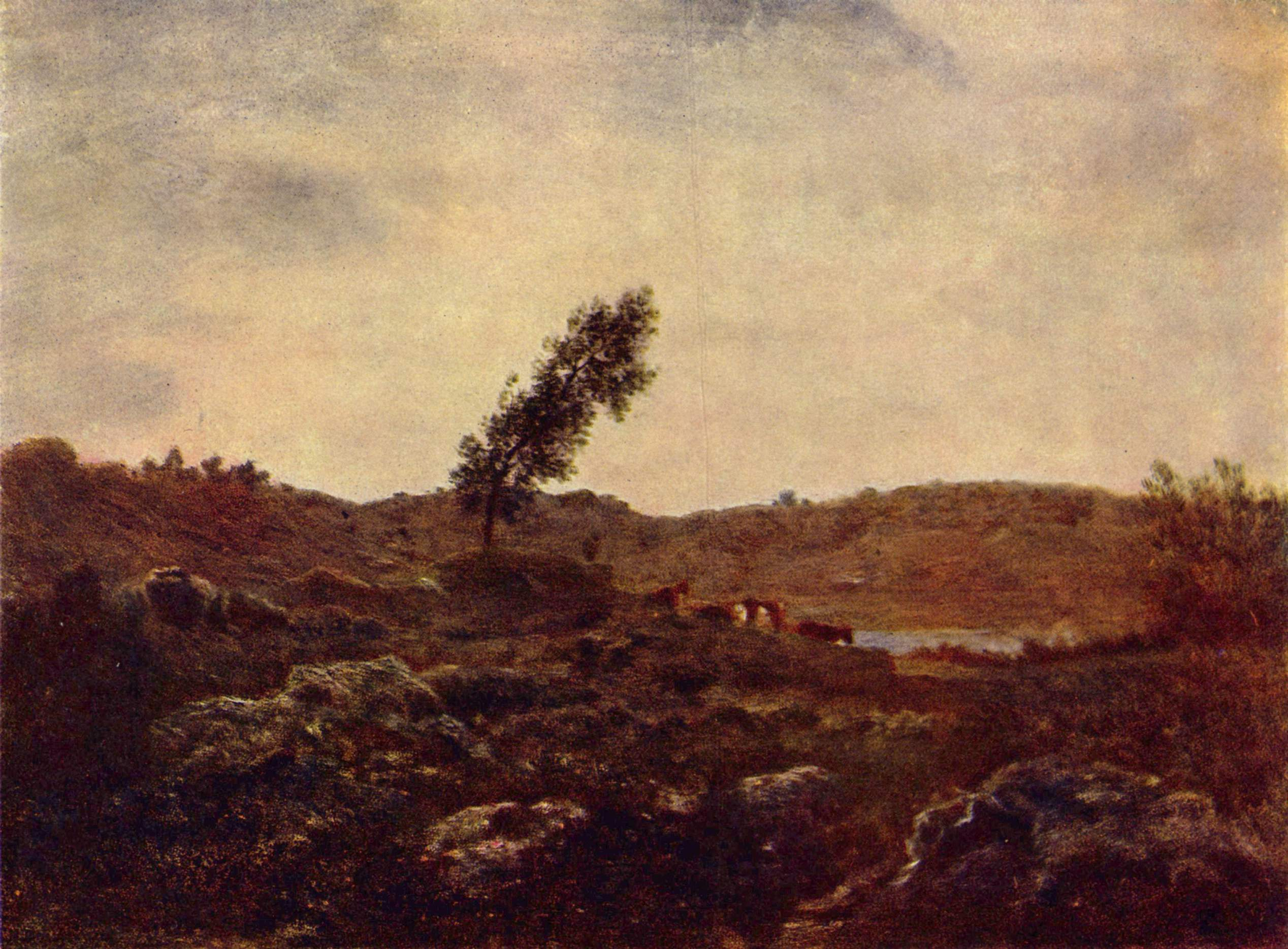
Vista de Barbizon
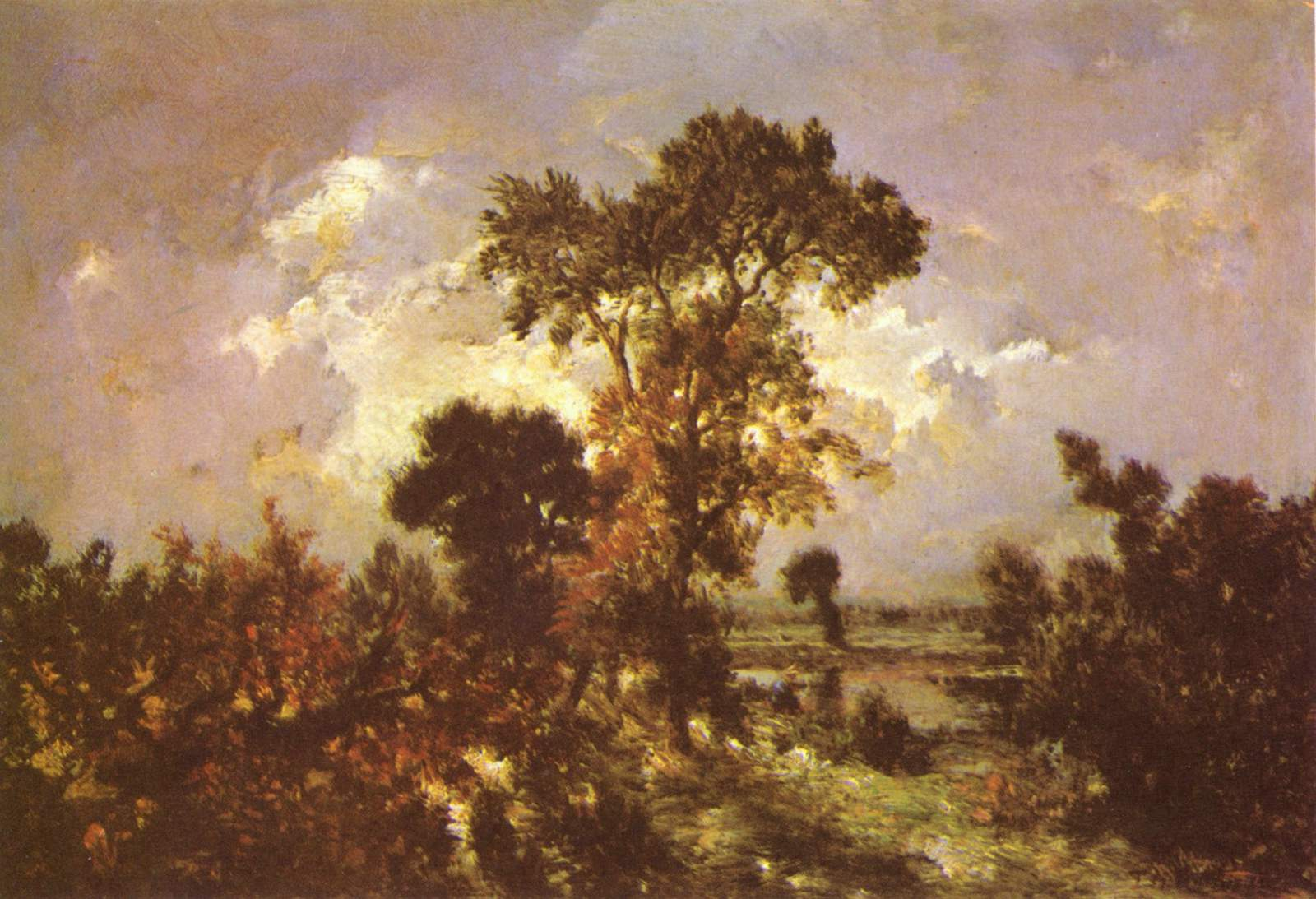
O pequeno pescador
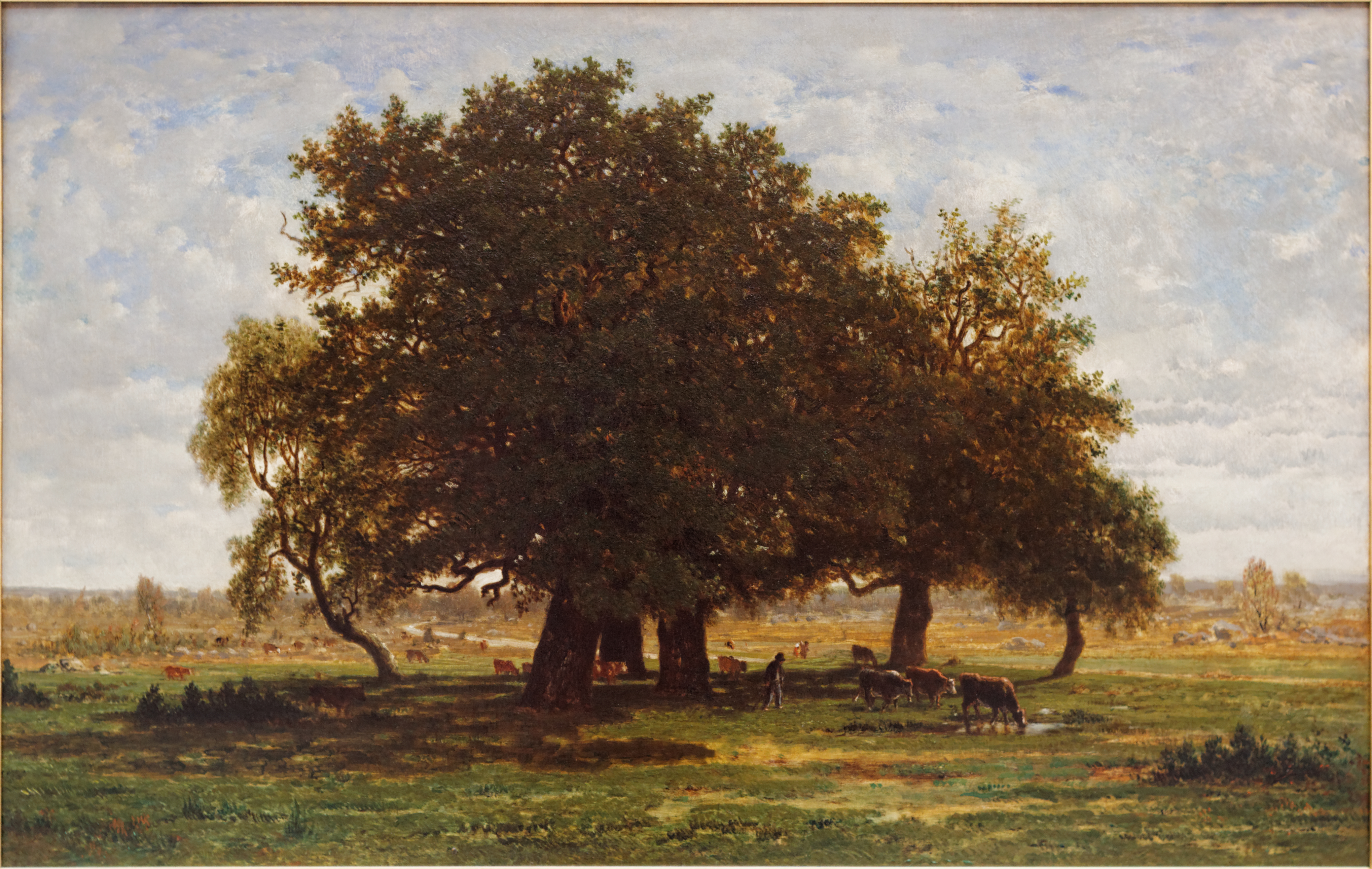
Os carvalhos de Apremont
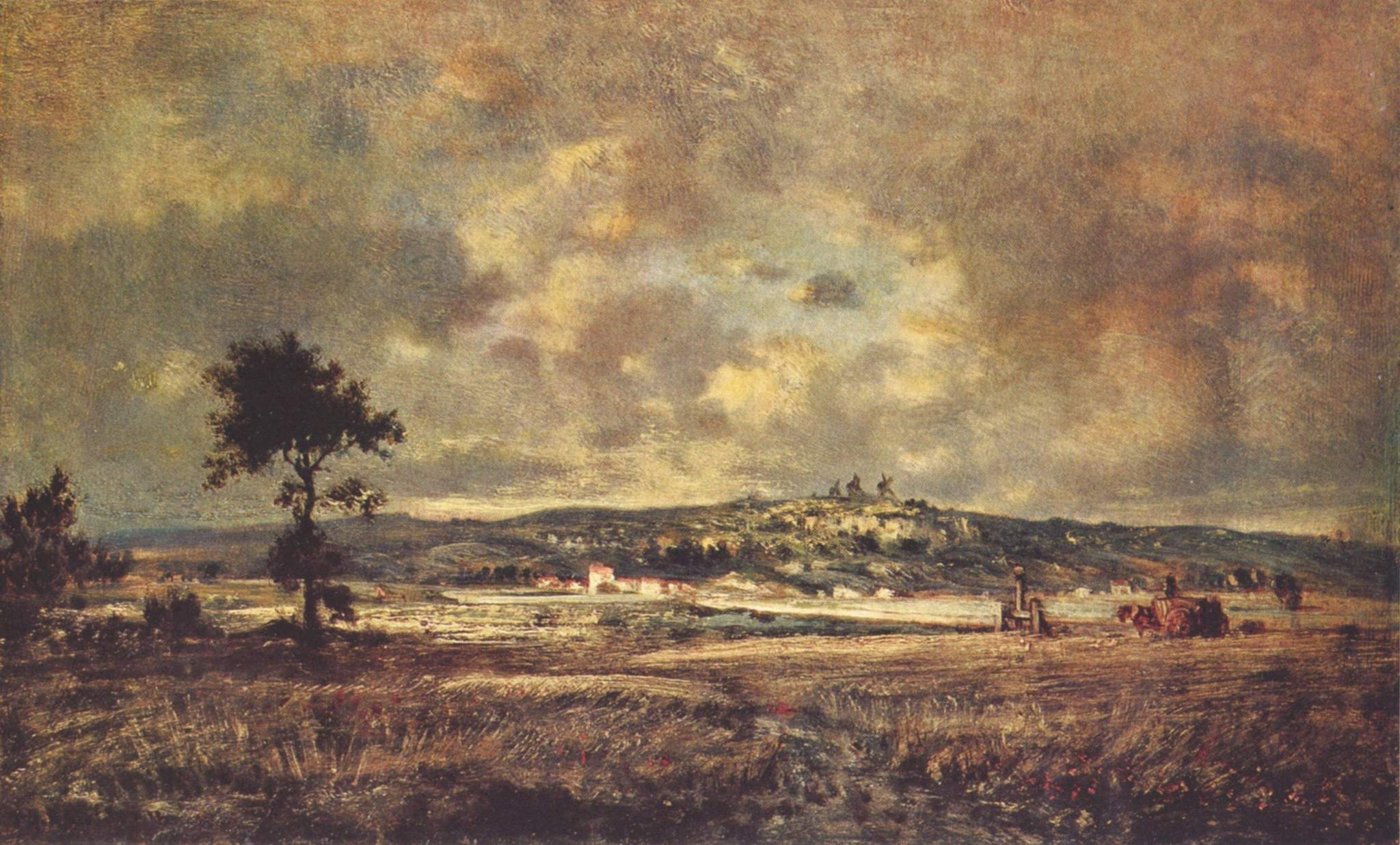